# Венгржиновский, Аркадий Николаевич
Аркадий Николаевич Венгржиновский(WEGRZYNOWSKI) 23 декабря (4 января) 1816 (1817), Проскуров — 9 (21) ноября 1893, Одесса) — русский чиновник, коллежский асессор (1857).

## Биография
Родился в городе Проскуров (ныне Хмельницкий), родственник Сигизмунда Сераковского. В 1832 году окончил Подольскую гимназию (Винница). В 1833—1836 годах был в штате Проскуровской полиции, в 1836—1840 годах — в Проскуровском земском суде, в 1840—1841 годах — в подольской палате государственных имуществ, в 1841—1842 годах — в Винницком окружном управлении; в 1842 году по собственному желанию переведён в Тобольское губернское правление, в течение 1843—1845 годов — надзиратель заведений Тобольского приказа общественного призрения, после чего вслед за своим тогдашним начальником, генералом Михаилом Ладыженским, был переведён в Оренбургскую пограничную комиссию.
Оказывал поддержку политическим ссыльным, в том числе Тарасу Шевченко, который подарил ему свой автопортрет. Подпал под строгий тайный надзор жандармов. В 1850 году уволен в чине губернского секретаря, вернулся на Украину, в 1851 году принят на службу в канцелярию Одесского градоначальства. Помог Тарасу Шевченко восстановить переписку с княжной Варварой Репниной. В 1860 году стал смотрителем Одесской городской больницы, В 1861 году — секретарём магистрата. Заподозренный властями в симпатиях к польскому восстанию 1863—1864 годов, ушёл в отставку. В 1879 году пытался переехать в Киевскую или Подольскую губернию, однако не получил на это согласия властей.

## Семья
Отец - Николай Венгржиновский был начальником полиции в Проскурове в первой четверти XIX в. Вегжиновские — польские дворяне из Подолья
Жена - Элеонора Савинская
Сестра - Теофила-Мария Венгржиновская вышла замуж за придворного чиновника Луку Дашкевича (1803-1861) и большую часть жизни прожила в Киеве.
Сын - Борис (Бронислав Людвиг) Аркадьевич Венгржиновский(14.01.1854 - 1918) родился в Одессе,. был капитаном дальнего плавания на корабле "Трувор" российского торгового флота, совершавшим поездки на Ближний Восток.В 1903 году «Трувор ", пароход, капитаном которого был Борис, спас 56 пассажиров тонущего французского корабля "Адмирал Гвидон" в Индийском океане.Был женат дважды, от первой жены Веры Петровны  у него был сын Евгений (Еугениуш) (род. 12 декабря 1877 г. - умер после 1937 г.). Вера Петровна умерла в 1891 году от туберкулёза, и Борис женился на Анне-Мартине (Марии Викторовне) Милер (1859 г.р.), от неё у него родились Георгий и три дочери Мария (1894 г.р.), Анна (1897 г.р.) и Елена (1897 г.р.) .Как известно, Анна была польской шпионкой и все три сестры были казнены большевиками вместе с их матерью Анной и дядей Климентием (р. 1859) - 30 октября 1920г. в Одессе.
Внук - Георгий (Ежи (Jerzy)) Венгржиновский(13.3.1896-1981) в 1920 г. эмигрировал во Францию,был в Камеруне,в Бразилии, в 1950 году натурализовался в Шотландии.Был женат на Джесси Джин Уайтхед (? - 1961) у неё с ним второй брак.Детей не было.